# エポックパレード
『エポックパレード』は、日本のロックバンド・シナリオアートのメジャー通算2枚目のシングルで、単独名義では初のシングル。2016年7月6日、Ki/oon Musicより発売。

## 概要
- 前作『ナナヒツジ』より8ヶ月ぶりのシングル。
- レコーディングは伊豆での合宿で行われた。
- プロデューサーとしてCHRYSANTHEMUM BRIDGEを迎えている。

## 収録曲

### CD
全作詞：ハヤシコウスケ、全作曲／全編曲：シナリオアート
- 1.エポックパレード［4：29］
ハヤシ曰く「『自分が音楽で救われたから、誰かのことも絶対に救える』という思いが表現の原点なのに、目の前の人間すら救えてないのが悔しいという思いで書いた曲」。
「目の前の人間」とはハットリクミコの事。当時ハットリは「メンバーと観客それぞれの抱えるバンド像の違い」からストレスを感じ頻繁に体調不良に陥っていたという。[2]
管楽器やストリングスが導入されている。PV監督は牧野惇が務めた。
- 2.ジンギスカンフー［3：15］
最初は「もっと真面目な歌詞とタイトルで、音もクールなファンクっぽかった」が、ある時ハヤシがイントロを中国系のリフにした事が切っ掛けで現在の形になった。[2]

### 初回生産限定盤DVD「Scenario Sessions」
- 1.シニカルデトックス
- 2.ハロウシンパシー
- 3.トワノマチ